# Kappa
Kappa («Ка́ппа») — итальянский производитель и поставщик спортивной одежды, основанный в 1916 году. Является поставщиком футбольной экипировки во всём мире. Штаб-квартира компании располагается в Турине.

## История компании
Компания была основана в 1916 году под названием Società Anonima Calzificio Torinese, впоследствии известная как M.C.T. Первоначальной продукцией компании были носки и нижнее бельё. В 1960-х годах бренд Aquilla, под которым выступала компания, был изменён на Kappa. В конце 1960-х годов компания начала выпускать одежду, официально определённую как унисекс (выпускаются такие бренды, как «Robe di Kappa» и «Jesus Jeans»), а с конца 1970-х годов компания принимает решение выпускать спортивную одежду.

## Логотип
Логотипом компании являются силуэты юноши и девушки, сидящих друг к другу спиной. Идея использовать такую эмблему пришла случайно. В 1969 году фотографы делали фотосессию экипировки для плавания. Фотограф случайно снял сидящих спина к спине отдыхающих парня и девушку. Так как за ними располагался источник света, то на фотографии были видны только силуэты. Фотография так всем понравилась, что послужила основой для узнаваемой по всему миру эмблемы компании.

## Футбольные команды, спонсором которых является Kappa

### Национальные сборные
- Сборная Ямайки — 2012—2014
- Сборная Болгарии — 2011—2014

| - Сумгаит - Ширак - Портсмут - Виборг - Сёллерёд - Реал Вальядолид - ACF Fiorentina - Сиена - Женис - Арис - МЕАП - Омония - Онисилос - Сконто - Дифферданж 03 - Утрехт - Бранн - Отопени - Напредак - Союз - Хонка - Монако - Метц - Ле Ман - Канн - Клермон - Амьен - Реймс - Тулуза - Осиек - Сутьеска - Стармедия - T&T - Туен Мун - Тадамон Сур - Шабеб Аль-Джазир - Селангор - Хоум Юнайтед - Бангкок - Шайнат - Каласин - Райнави - Ранонг - Таи Хонда - Пхохан Стилерс - ДЖЕФ Юнайтед Итихара Тиба - Токио Верди - Консадоле Саппоро | - Атлетико Акказуззо - Атлетико Нуэва Чикаго - Атланта - Индепендьенте Ривадавия - Платенсе - Сан-Мартин - Санмиенто - Социал - Тигре - Тиро Федераль - Унион Санхалес - Уракан - Феррокариль Оэсте - Циполетти - Агуя ди Мараба - Риу-Бранку - ССА - Университет Эстасьо де Са - Депортиво Перейра - Бруджас - Гуамучил - Пуэбла - Тихуана - Депортиво Американо - Арабе Юнидо - Атлетико Верагуэнзе - Олимпия (Асунсьон) - Серро Портеньо - Монтевидео Уондерерс - Депортес Текумо - Бежайа - Сфаксьен |

## Регби
- Сборная Италии
- Сборная Уругвая
- Сборная Южной Кореи

## Киберспорт
В августе 2023 компания заключила договор с командой Virtus.Pro. С этого момента логотип компании стал появляться на футболках игроков.